# 婚前試愛
《婚前試愛》是一部2010年上映的香港電影。由葉念琛導演，周秀娜、羅仲謙、楊焉、沈志明主演，於2010年12月23日上映。
根據電影安全條例此電影屬於IIB(青少年及兒童不宜)

## 演員
| 演員   | 角色   | 關係/暱稱                                    |
| 周秀娜 | 琪     | 澤的未婚妻 與Jack發生一夜情 Jack的三天女朋友 |
| 羅仲謙 | 澤     | 琪的未婚夫 與寶發生一夜情 寶的三天男朋友     |
| 楊焉   | 寶     | 澤的暫借情人                                 |
| 沈志明 | Jack   | 琪的暫借情人                                 |
| 莊思敏 | 雪兒   | 琪好友                                       |
| 方皓玟 | 夢     | 琪好友                                       |
| 洪天明 | 強     | 澤好友                                       |
| 金剛   | 德     | 澤好友                                       |
| 麥長青 |        | 酒店經理                                     |
| 陳嘉寶 | 寶妹   | 餐廳小妹 特別客串                            |
| 盧頌之 |        | 寶好友                                       |
| 喬寶寶 | 牛王星 | 惡霸                                         |
| 韋彤   |        | Jack未婚妻                                   |

## 主題曲
- "Won't You Stand"

作詞、作曲、主唱：方皓玟
編曲：許創基 / Edmond Tsang

## 外部連結
- 《婚前試愛》的Facebook專頁
- 開眼電影網上《婚前試愛》的資料（繁體中文）
- 豆瓣电影上《婚前試愛》的資料 （简体中文）
- 时光网上《婚前試愛》的資料（简体中文）
- 爛番茄上《婚前試愛》的資料（英文）
- 香港影庫上《婚前試愛》的資料（繁體中文）
- 互联网电影数据库（IMDb）上《婚前試愛》的资料（英文）